# Berlin-Potsdamer Chaussee

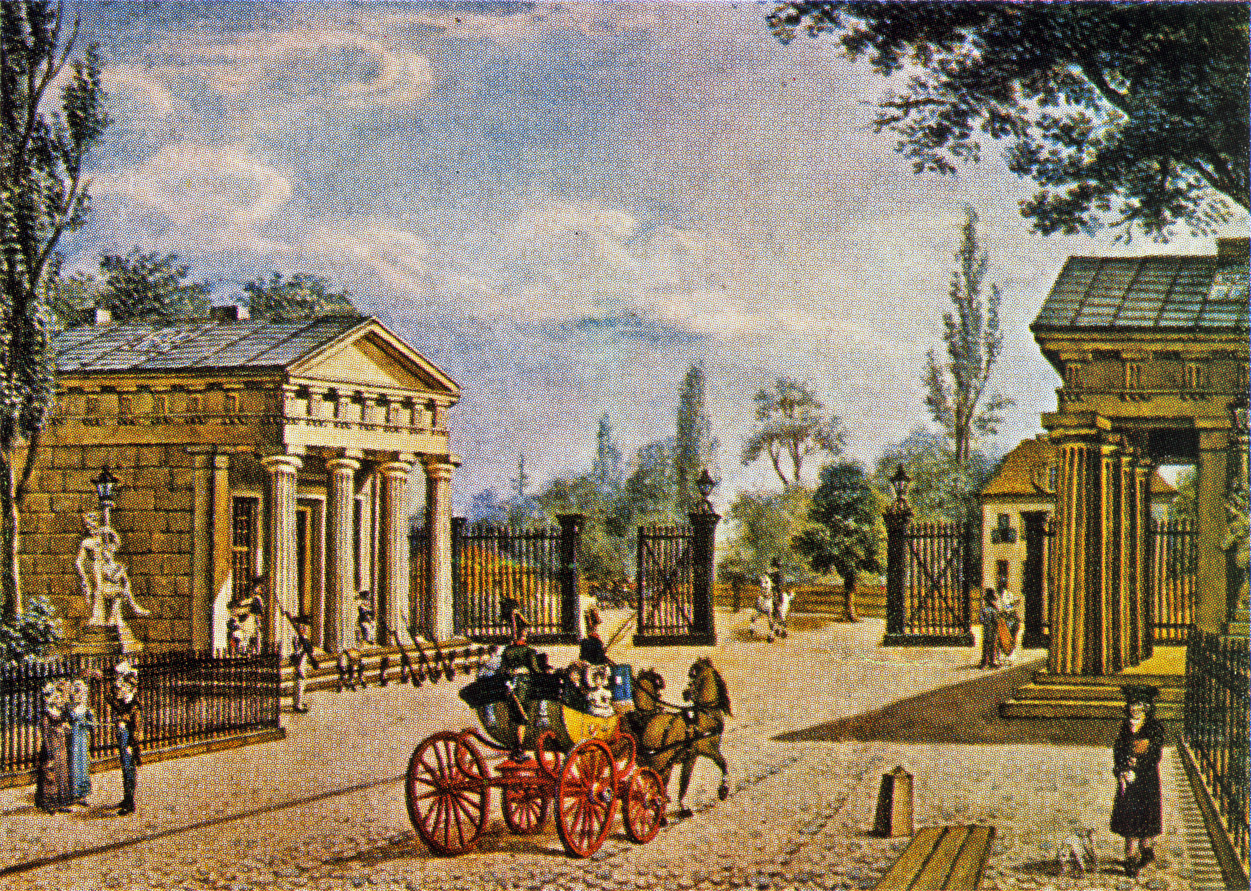
Beginn der Berlin-Potsdamer Chaussee: Das Potsdamer Tor in Berlin,
Aquarell von F. A. Calau, 1820

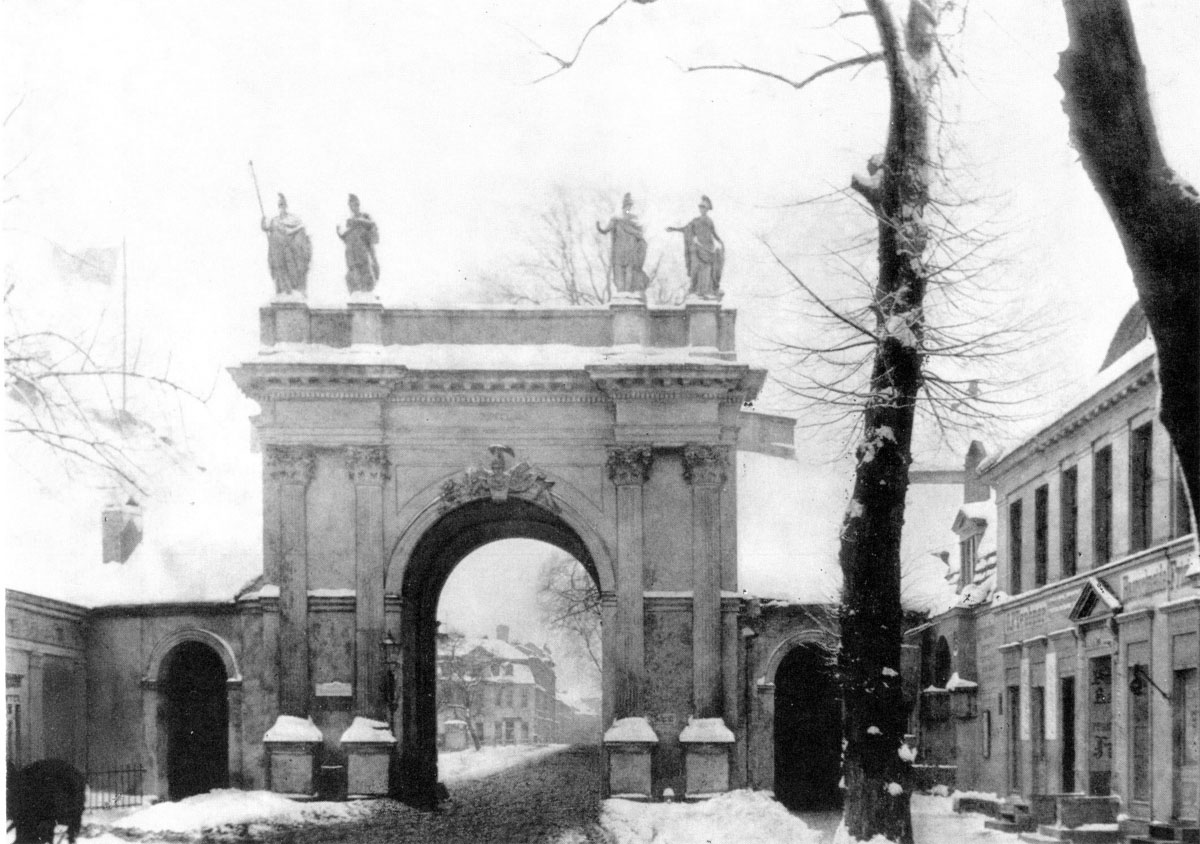
Endpunkt: Das Berliner Tor in Potsdam,
Fotografie von 1895

Die Berlin-Potsdamer Chaussee war ein „Kunststraßenbau“, den Ende des 18. Jahrhunderts König Friedrich Wilhelm II. in Auftrag gab. Der Weg vom Berliner Schloss zu seiner neuen Sommerresidenz bei Potsdam, dem Marmorpalais im Neuen Garten, wurde damit erheblich erleichtert. Die später bis Potsdam verlängerte Straße gilt als erster moderner Chausseebau in Preußen. Entsprechend ihrer Funktion als Hauptverbindung zwischen den Residenzstädten hatte sie in den bebauten Streckenabschnitten auch eine repräsentative Funktion. Nach der Eröffnung der parallel laufenden Berlin-Potsdamer Eisenbahn im Jahr 1838 verlor sich dieser Charakter zunehmend.
Die Straßentrasse wurde später Teil der Reichsstraße 1 und bei deren Ausbau in den 1930er Jahren stark verändert. Heute ist sie in weiten Teilen identisch mit der Bundesstraße 1 vom Potsdamer Platz im Zentrum Berlins bis zum Berliner Tor in Potsdam. Der Straßenzug ist heute zwischen der Potsdamer Brücke und Steglitz eine Geschäftsstraße, zwischen Steglitz und der Potsdamer Humboldtbrücke hat sich der Chausseecharakter erhalten.

## Vorgeschichte
Da im Mittelalter Potsdam für den Berliner Raum kaum Bedeutung hatte, gab es auch keine direkte Wegeverbindung mit Berlin. Eine überregionale Straße verband die Dörfer im Südwesten vom Leipziger Tor über Schöneberg, Steglitz und Zehlendorf. Letztgenanntes Dorf war ein Verkehrsknotenpunkt, hier kreuzten sich damals bereits acht Straßen bzw. Wege.
Die wichtigsten Verbindungen führten von Zehlendorf nach Teltow und Berlin (bzw. Steglitz). Weitere Wege banden Kleinmachnow, Slatdorp/Krummensee (beide Dörfer untergegangen), Spandau, Schmargendorf, Dahlem und Lichterfelde an. Der Weg nach Potsdam führte über Teltow bzw. Kleinmachnow zur Langen Brücke über die Havel.
Auf der Halbinsel außerhalb Potsdams, wo heute die Berliner Vorstadt liegt, hatte der Große Kurfürst Mitte des 17. Jahrhunderts eine auf den Jungfernsee zielende Landschaftsallee anlegen lassen, die keinerlei Verkehrsfunktion besaß, aber als Landschaftsschmuck sehr großzügig gestaltet war. Zur Erschließung des geplanten Jagdschlosses Glienicke von Potsdam aus ließ der Große Kurfürst 1661–1663 eine erste Glienicker Brücke als Holzkonstruktion errichten. In der Achse der Brückentrasse wurde eine Straßenverbindung zu der Landschaftsallee angelegt, wie es auf der frühesten Karte Potsdams von Samuel Suchodolec im Jahr 1683 dargestellt ist. Diese Verbindungsstraße zwischen Brücke und Landschaftsallee verlief noch nicht auf der späteren Trasse der Berlin-Potsdamer Chaussee.
Nachdem Potsdam der Lieblingsaufenthalt König Friedrich Wilhelms I. geworden war, ließ er 1730 zur Abkürzung der umständlichen Wegeverbindung nach Berlin den „Königsweg“ als schnurgerade Trasse von der Langen Brücke über Neuendorf und Kohlhasenbrück durch Sand und Wald nach Zehlendorf anlegen. Der Weg war nicht gepflastert, bot aber immerhin eine durch den regen Verkehr gut ausgefahrene Trasse. Auch sein Sohn Friedrich der Große wählte Potsdam zu seiner Residenz und ließ dafür das Stadtschloss ausbauen sowie als Sommersitz das Schloss Sanssouci mit dem gleichnamigen Park anlegen, benutzte aber weiterhin den Königsweg nach Berlin.
Während Friedrich dem Ausbau der Wasserwege gegenüber dem der Landstraßen die Priorität eingeräumt hatte, setzte sein Nachfolger Friedrich Wilhelm II. auf modernen Chausseebau zur Verbesserung der Infrastruktur des seit 1740 kontinuierlich in der Fläche gewachsenen preußischen Staatsgebiets. Der Bau der Berlin-Potsdamer Chaussee war ein Pilotprojekt, dessen Verwirklichung der König mit Ungeduld verfolgte.

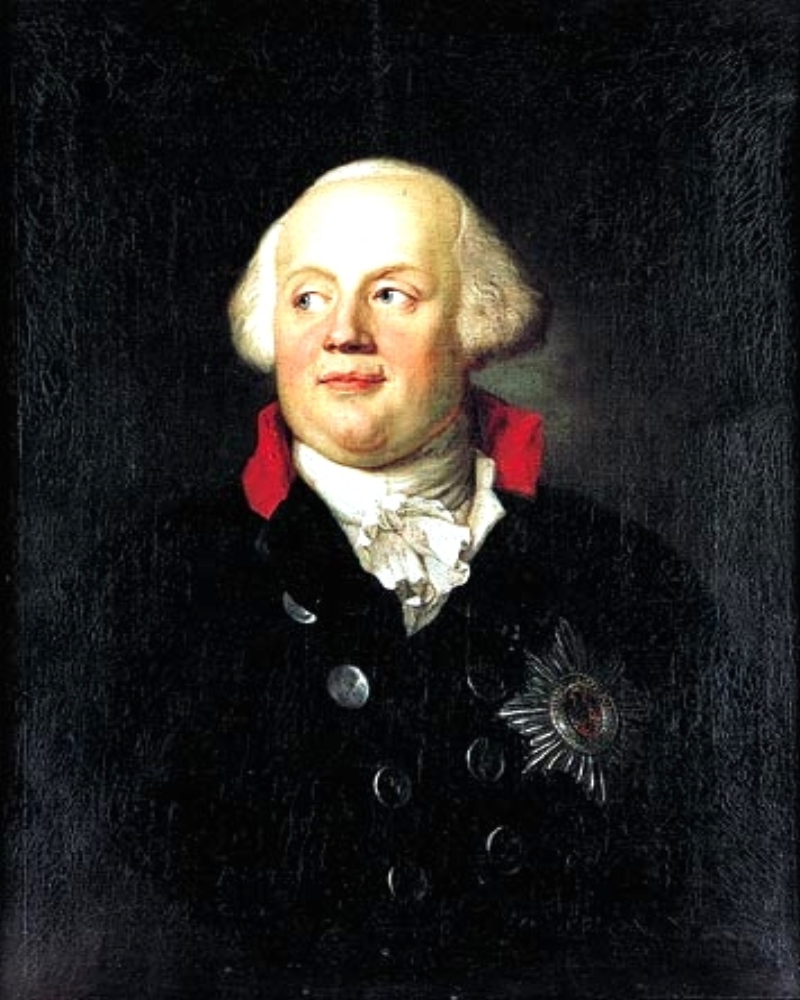
Friedrich Wilhelm II., der Initiator der Wegeverbindung zwischen Berlin und Potsdam
Porträtiert von Anton Graff, 1792

Der König kannte bereits aus seiner Kronprinzenzeit die teilweise guten Chausseen in Schlesien aus österreichischer Zeit. Da in Preußen sonst weder Erfahrungen im Chausseebau existierten, noch ausgebildete Chausseebauer, wollte man Erfahrungen aus dem Ausland nutzen. Der wichtigste Mitstreiter des Königs in Sachen Chausseebau war Alexander Friedrich Graf von der Schulenburg-Blumenberg, Minister der preußischen Staatsregierung, der zuvor in Magdeburg tätig war.
Schulenburg sandte 1787 den Baudirektor Mathias Stegemann auf eine dienstliche Erkundungsreise zum Studium des Chausseebaus. Die Reise durchzog ein riesiges Gebiet, das im Südosten bis Prag und Wien, im Südwesten bis Konstanz und Straßburg und im Norden bis Hannover und Magdeburg reichte. Besonders lobend äußerte sich Stegemann über die französischen Chausseen im Elsass und die in der Markgrafschaft Ansbach, die „die schönsten Steinchausseen in Deutschland“ seien.
Im Jahr 1787 wurde der Beschluss zu einem ersten Chausseebau gefasst, der Chaussee Magdeburg/Halberstadt nach Leipzig. Dieses Projekt erwies sich – nicht zuletzt durch das Fürstentum Anhalt, das als Ausland inmitten der projektierten Trasse lag – als schwieriges Unterfangen. 1788 war Baubeginn, aber 1790 kamen die Arbeiten zum Erliegen. 1802 wurde die Anlage fertiggestellt. Wichtig wurde dieser Straßenbau, weil erstmals Standards in der Dimensionierung und Ausstattung festgelegt wurden.
Die Leitung des Chausseebaus hatte zunächst eine Kommission unter Carl Gotthard Langhans, den Bauherrn vertrat in der Kommission der Bankier und Bauinspektor Isaak Daniel Itzig. Als Fachmann hatte man den schlesischen Wegebaumeister Weißbach hinzugezogen. Festgelegt wurden als Richtlinien beispielsweise die Gesamtbreite von 17,50 Meter, von der 5,10 Meter auf die Steinbahn, 3,70 Meter auf den Sommerweg entfielen. Seitlich dieser eigentlichen Fahrbahn lagen 1,85 Meter breite „Banquetts“, die als Standort der Alleebäume und der Wegzeichen und bei Reparaturarbeiten als Ablage des Baumaterials dienten. An die „Banquetts“ schlossen sich 2,50 Meter breite Straßengräben an.
Die Steigung sollte maximal 6 % betragen. Bei Steigung zwischen 2,5 und 4 % entfiel, wie bei Hohlwegen, der Sommerweg. Die Steinbahn erhielt dann eine Breite von 6,30 oder 7,50 Metern. Bei Straßensteigungen von 4 bis 6 % entfielen auch die „Banquetts“ und die Gräben waren als gemauerte Steinrinnen zu bauen.

## Anlage der Kunststraße Berlin-Potsdam

### Allgemeine Anforderungen

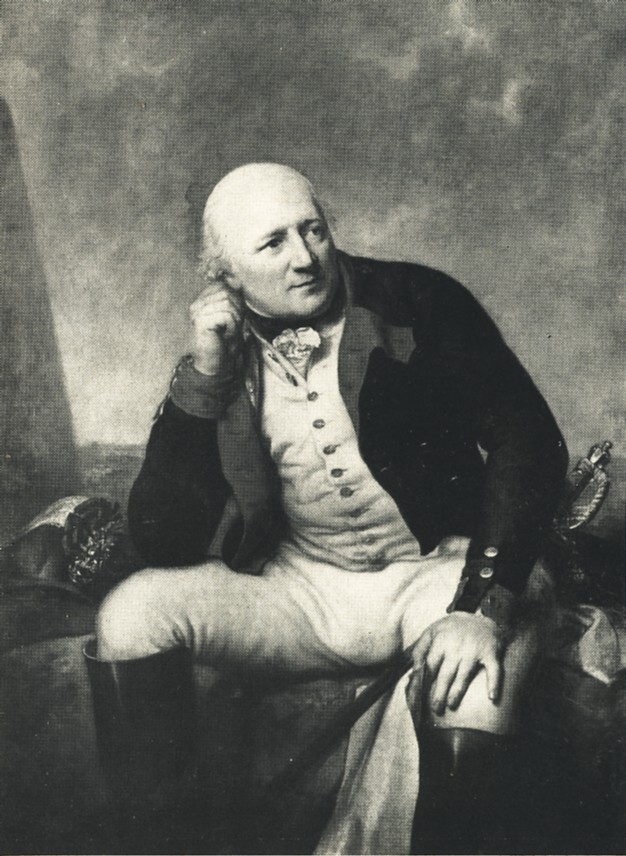
Hanns Moritz Graf Brühl, der sogenannte „Chaussee-Brühl“,
Gemälde von Anton Graff, 1796

Um die neue Chaussee in absehbarer Zeit bauen zu können, wurde der Bau in Abschnitten vorgenommen. Der König bewilligte die finanziellen Mittel für den ersten Abschnitt am 7. März 1788. Wie bei der zeitlich parallel gebauten Chaussee Magdeburg–Leipzig lag die Umsetzung des Bauprojektes in der Verantwortung der neu gebildeten Kommission unter Langhans, in der Itzig die Oberaufsicht ausübte und Weißbach die Bauleitung innehatte. Der sogenannte Probeabschnitt von etwa einer Meile Länge zwischen dem Potsdamer Tor und Schöneberg wurde am 31. Oktober 1789 fertiggestellt. Allerdings musste für diesen Bauabschnitt aufgrund der vorhandenen Trasse kaum Erdarbeiten durchgeführt werden.
Ein zweiter Bauabschnitt zwischen Schöneberg und Zehlendorf umfasste ebenfalls etwa eine Meile und wurde am 11. Mai 1791 fertiggestellt. Eine offizielle Eröffnung mit Erhebung des Chausseegeldes erfolgte aber erst am 1. August 1792, was daran lag, dass erst 1791 eine Intendantur der staatlichen Chausseen gebildet worden war.
Die Leitung dieser Intendantur übertrug der König Hanns Moritz Graf Brühl. Die Intendantur unterstand direkt dem König. Brühl führte seine Aufgabe mit einer gewissen Leidenschaft aus, da sie ihm auch zukünftig die dringend benötigten Finanzmittel für sein Gut Seifersdorf sichern sollte, wo seine Ehefrau Christina („Tina“) den Landschaftspark Seifersdorfer Tal anlegte.
Der dritte Bauabschnitt der Chaussee bis zur Glienicker Brücke war der längste (1½ preußische Meilen) und komplizierteste, da eine neue Trasse angelegt wurde und umfangreiche Erdarbeiten notwendig waren. Genau genommen war dieser Abschnitt die eigentliche neue Kunststraße, die durch Brühl hier eine Breite von umgerechnet 11,3 Metern erhielt. Brühl plante und koordinierte alle am Chausseebau Beteiligten, aber die tägliche Aufsicht und Kontrolle der Chausseearbeiten nahm Bauinspektor Rietz vor. Der Bauabschnitt war am 13. Februar 1793 fertiggestellt und wurde am 1. März mit Chausseegelderhebung in Betrieb genommen. Der kürzeste Abschnitt bis zum Berliner Tor in Potsdam wurde erst knapp eineinhalb Jahre später am 5. August 1795 fertiggestellt.

### Trasse
Zwischen dem Potsdamer Tor in Berlin und Zehlendorf wurde die historische Trasse der mittelalterlichen Landstraße übernommen. Wegen der hier innerhalb der Ortslagen teilweise eng anschließenden Grundstücke, erwies sich eine Regulierung als schwierig und bedingte Enteignungen und Entschädigungen. Eine neue Trasse war wegen der noch größeren Kosten nicht in Erwägung gezogen worden. In den noch unbebauten Abschnitten zwischen Schöneberg und Steglitz sowie zwischen Steglitz und Zehlendorf konnte die Trasse großzügig reguliert werden. Hier erhielt die Trasse die ideale Breite von 11,30 Metern.
Ab Zehlendorf wurde in dem nach Südwesten fast gänzlich unbebauten Gebiet eine neue Wegetrasse angelegt. Diese Trasse entstand zwischen Königsweg und der heutigen Fischerhüttenstraße. Bis zum heutigen Wasgensteig verlief sie schnurgerade und führte dann wegen der nach Süden weit vorspringenden Grunewaldseen-Rinne (Nikolassee) mit zwei leichten Abknickungen zum Wannsee.

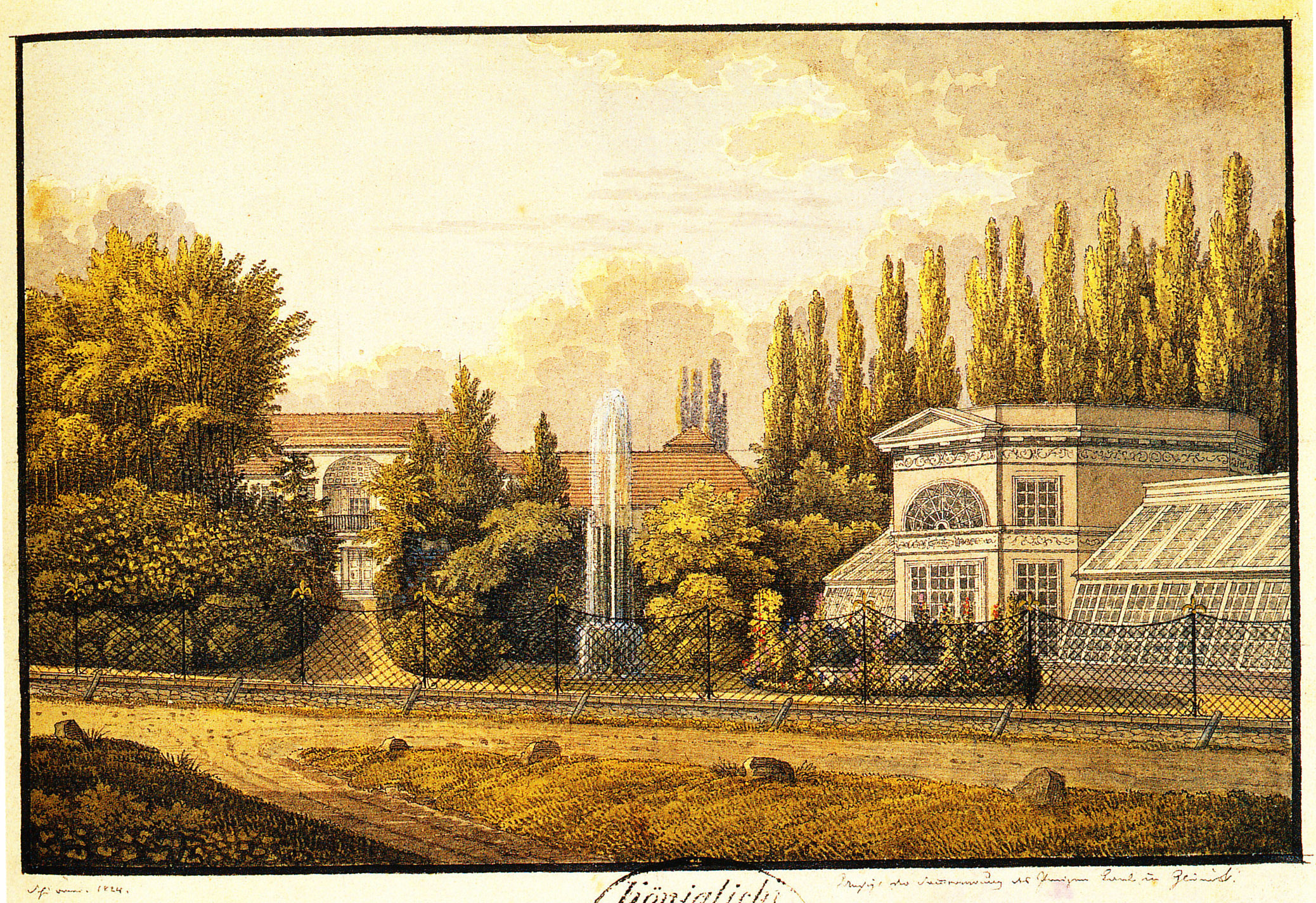
Ansicht des Gutshauses Klein Glienicke von der Berlin-Potsdamer Chaussee, 1824

Für den Abschnitt ab dem Gebiet am Wannsee standen drei Trassen zur Diskussion. Eine vor den Gewässern über Stolpe, eine mit Brückenbau auf dem südlichen Gebiet der Insel Wannsee über Stolpe und eine in direkter Fortsetzung der vorher angelegten Trasse auf kürzester Strecke über den Schäferberg.
Der König wählte die kürzeste Strecke, die die wenigsten Entschädigungen für die Trassenanlage bedingte, allerdings andererseits starke Steigung bzw. Gefälle aufwies und eine Entschädigung des aus dem Überlandverkehr herausfallenden Kruges von Stolpe bedingte. Die Straßentrasse wurde ohne Rücksicht auf die Topografie wie mit dem Lineal gezogen über die Insel Wannsee gelegt. Lediglich im Bereich der Glienicker Gutsanlagen musste auf verschiedene Gegebenheiten Rücksicht genommen werden, sodass die Trasse hier zwei schwache Knicke aufweist.
Von der Glienicker Brücke wurde die Trasse nach Nordwesten schwenkend gerade entlang des Jungfernsee-Ufers zum Neuen Garten fortgeführt. Hinter der Glienicker Brücke zweigte nach Süden die alte Landschaftsallee aus der Zeit des Großen Kurfürsten in Richtung Berliner Tor ab. Beim Ausbau des letzten Chausseeabschnitts wurde der Nordteil der alten Allee an das Ufer des Tiefen Sees verlegt, sodass sich nunmehr ein flacher Knick an der Einmündung der heutigen Mühlenwegstraße ergab.

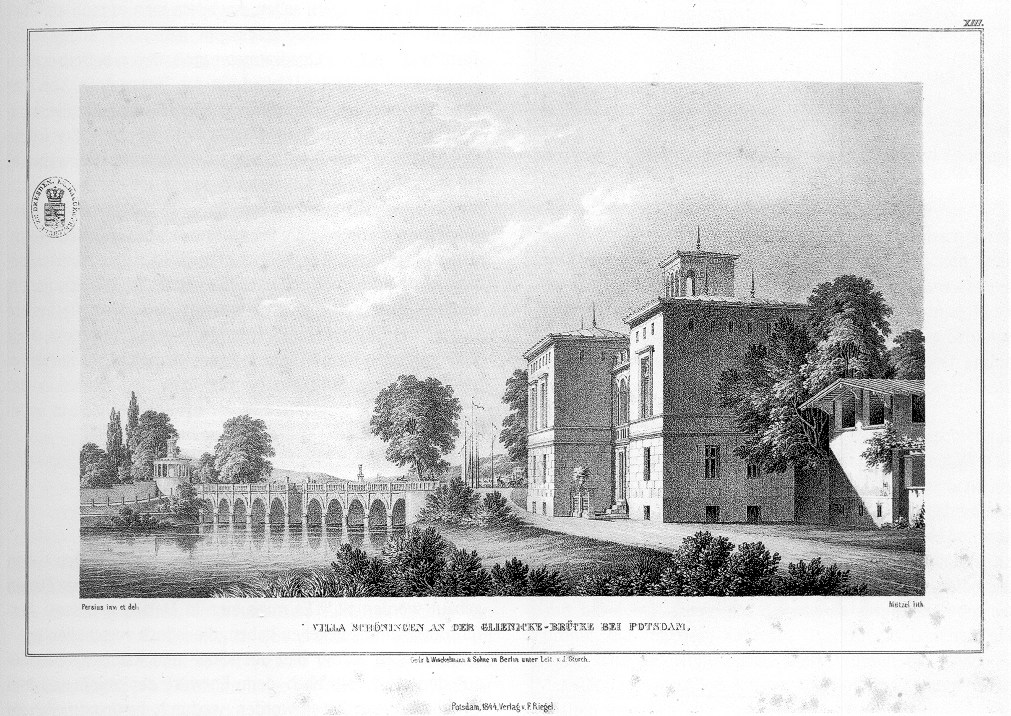
Blick von Norden auf die Villa Schöningen mit der von Karl Friedrich Schinkel entworfenen Glienicker Brücke aus Stein und dem Aussichtspavillon Große Neugierde der Schlossanlage Glienicke.
Sammlung Architektonischer Entwürfe, 1845, Bl. XIII

### Straßenbau
Zwischen 1788 und 1789 wurde der erste Abschnitt der Chaussee als „Probeabschnitt“ zwischen Potsdamer Tor und Schöneberg gebaut. Dabei zeigten sich sowohl große Schwierigkeiten des Baus als auch die rasche Schadhaftigkeit der Straßendecke, die ein beständiges Ausbessern erforderte. Man hatte eine größere Dauerhaftigkeit der Straßendecke erwartet. Am 31. Oktober 1789 wurde dieser Abschnitt eingeweiht.
Bis zum Jahr 1792 wurde die Strecke bis nach Zehlendorf gebaut, doch gleichzeitig waren die Vorarbeiten an der Strecke bis zur Glienicker Brücke – besonders der Bau der Friedrich-Wilhelm-Brücke – vorgenommen worden. Sehr zahlreich waren die – heute kaum noch wahrnehmbaren – Geländeeinschnitte auf der Insel Wannsee. Da diese Strecke ja durch ihre generelle Steigung/Gefälle problematisch war, sollte sie wenigstens eben sein. Hier war die Verteilung von anfallenden Erdmassen eine logistische Herausforderung. Im Bereich des Schäferbergs dürfte der Bau der auszumauernden Straßengräben sehr aufwendig gewesen sein.
Im Frühjahr 1794 war die Straße bis zur Glienicker Brücke bzw. zur zwischenzeitlich gebauten Schwanenallee ausgebaut und damit der vordergründige Zweck erfüllt, dem König eine bequeme Fahrt von Berlin zu seiner im Jahr vorher fertiggestellten Sommerresidenz, dem Potsdamer Marmorpalais, zu bieten.
Im Jahr 1795 wurde von April bis August der letzte Straßenabschnitt auf der Halbinsel zwischen Tiefen, Heiligen und Jungfernsee (heute: Berliner Vorstadt) gebaut. Hier betraf der Bau nur die Straßendecke und war entsprechend schnell umgesetzt. Damit war die moderne Verbindung zwischen den Residenzstädten fertig gestellt.

### Pflasterung
Die Berlin-Potsdamer Chaussee war eine sogenannte „Steinbahn“, das heißt, sie war im Fundament aus Steinen gebaut, aber nicht mit Steinen gepflastert. Die Akten hierüber sind verloren, sodass sich in Rückschluss auf später gebauten Chausseen unterschiedliche Angaben zur Pflasterung finden.
Die Aufteilung des „Planum“ entsprach im Wesentlichen dem der Chaussee Magdeburg–Leipzig. Möglicherweise existierten aber keine Sommerwege. Dabei wurde nur die Hälfte der Chausseebahn gepflastert, die andere Hälfte war lediglich planiert. Diese Sommerwege konnten natürlich nur bei trockener Witterung befahren werden. Die Fahrbahn war beidseitig mit Bordsteinen eingefasst. Außerhalb lagen die Banquettstreifen von je 1,50 Meter für die Alleebäume, an den sich – zumindest abschnittsweise – die Chausseegräben von 1,20 Metern anschlossen.
Der eigentliche Straßenbelag war mehrschichtig. Auf einer Packlage unbehauener Steine unterschiedlicher Größe, die mit Sand eingeschlämmt wurde, wurden oben flache, unten zugespitzt behauene Steine eingerammt. Über diesen Unterbau mussten sich im Winter nach dem Bau die Fuhrwerke quälen, um den Bau zu verdichten. Im darauffolgenden Sommer wurden dann drei Schichten von Kies und Schotter aufgebracht. In der Mitte hatte diese Straßendecke eine Stärke von etwa 50 cm. Die oberste Schicht wurde mit Lehm eingeschlämmt. Die Straßendecke war leicht gewölbt um Niederschläge schnell abzuleiten.

### Bepflanzung
Entsprechend der großen Vorliebe des Königs für Pyramidenpappeln wurde die Chaussee zweireihig mit diesen Bäumen gesäumt. Sie wurden im Abstand einer Ruthe (3,70 Meter) gesetzt. In Schöneberg, etwa der heutigen Einmündung der Crellestraße in die Kolonnenstraße, wurde eine Kossätenstelle für einen „Planteur“ eingerichtet, der hier auch die Anzucht der Setzlinge vornahm. Je weiter die Chaussee gedieh, desto mehr Baumschulen waren nötig. Zwischen Schöneberg und Steglitz wurde die zweite Baumschule angelegt, zwischen Zehlendorf und den Hubertshäusern (Neu-Zehlendorf) die dritte und vor dem Wannsee die vierte.
Die schnellwüchsigen Bäume markierten in der flachen Landschaft nachdrücklich den Verlauf der Chaussee. Eine wirkliche Landschaftsaufschmückung stellten sie aber ebenso wenig dar wie einen wirksamen Sonnenschutz. Auch von Seiten der königlichen Familie ist überliefert, dass die Fahrt durch die monotonen Pappelreihen als ermüdend empfunden wurde. Dennoch blieben diese Bäume für die ersten 50 Jahre der überwiegende Pflanzenschmuck der Chaussee.
Eine Ausnahme machte die Neue Königstraße bei Potsdam, da sie in ihrer Grundstruktur bereits vom Großen Kurfürsten als Eichen-Allee angelegt und von Friedrich III. weiter ausgeschmückt worden war. Sie wurde noch weiter ausgepflanzt und präsentierte sich Anfang des 19. Jahrhunderts als sechsreihige Allee, die den prachtvollen Auftakt zur Einfahrt in die Residenzstadt bildete.
Besonders störend empfand der seit 1816 in Potsdam tätige Landschaftsgestalter Peter Joseph Lenné die Pappeln entlang der Schwanenallee zum Neuen Garten, da sie eine Art Sichtschranke zwischen den Parkanlagen um den Jungfernsee bildeten. So wurde diese Allee-Pflanzung als erste der ganzen Chaussee durch Auslichtungen und Zwischenpflanzung sukzessive beseitigt.
Bei der Erneuerung der Chaussee 1847 ließ Friedrich Wilhelm IV. die Pappeln – zumindest abschnittsweise – durch Eichenpflanzungen ersetzen. Erst 1877 wurde die Chaussee planmäßig zur Eichenallee ausgeschmückt. Hiervon haben sich der Abschnitt am Botanischen Garten und vom Dahlemer Weg bis zum Zehlendorfer Kleeblatt erhalten.

### Brückenbauten

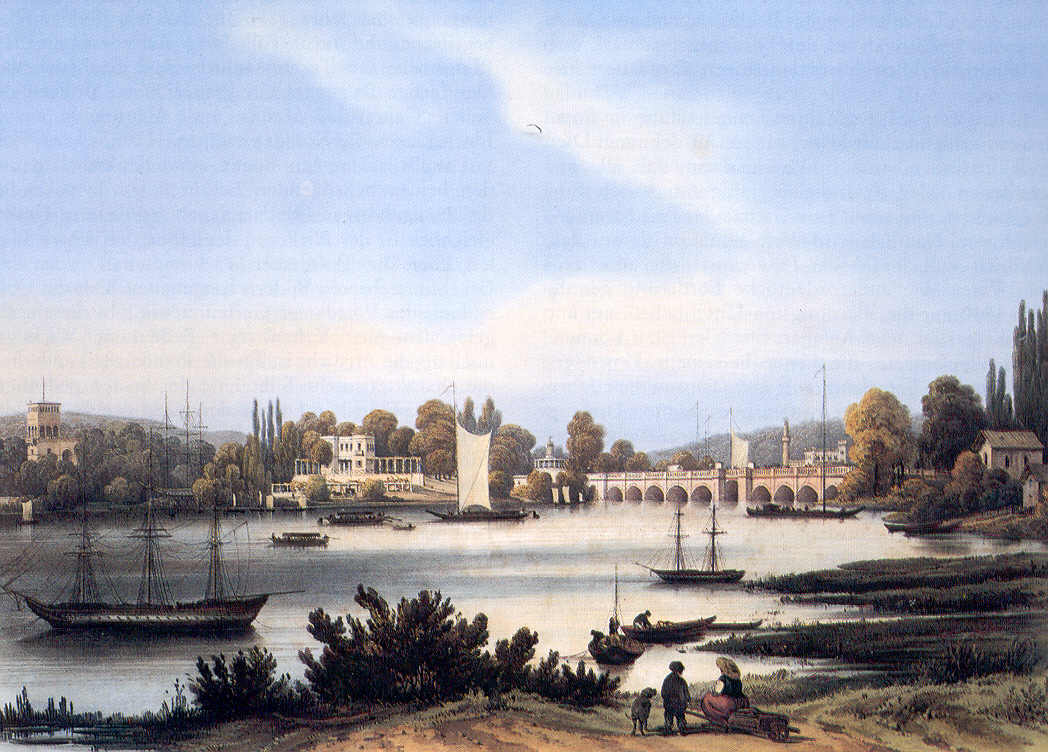
Die Glienicker Brücke, um 1845

Die hölzerne Schafbrücke über den Schafgraben (der spätere Landwehrkanal) war im 18. Jahrhundert massiv erneuert worden. Sie war nun eine schlichte steinerne Bogenbrücke über den schmalen Graben, die für das Chausseeprojekt für ausreichend erachtet und nicht erweitert wurde. Bis zum Wannsee lagen keine nennenswerten Gewässer, für die ein Brückenbau notwendig gewesen wäre.
Der große Brückenbau des Chausseeprojekts war die entsprechend nach dem König benannte Friedrich-Wilhelm-Brücke (heute: Wannseebrücke). Das Ostufer des Großen Wannsees lief bruchlos in das Ostufer des Weißen Holzes (heute: Kleiner Wannsee) über. Am 12. Juli 1791 legte der König fest, dass die Brücke aus Stein erbaut werden solle. Hier ließ Graf Brühl durch eine Dammschüttung erst einmal eine Landenge schaffen, innerhalb derer ein wirtschaftlich vertretbarer Bau einer steinernen Bogenbrücke errichtet werden konnte. Die Friedrich-Wilhelm-Brücke ist bildlich nicht überliefert. Sie muss ein sehr schlichter und wenig malerischer Bau gewesen sein. Diese Brücke scheint bislang noch nicht erforscht zu sein.
Die Glienicker Brücke wurde 1661–1663 auf Befehl des Großen Kurfürsten errichtet. Sie war eine ebenfalls wenig malerische Konstruktion aus Holzbalken, die in der Mitte für den Durchlass großer Frachtschiffe eine Klappbrücken-Konstruktion besaß und 1777 erneuert wurde. Die hölzerne Brücke wurde 1834 durch die von Schinkel entworfene Ziegelbrücke ersetzt. Mit der Eröffnung des Teltowkanals am 2. Juni 1906 und dem Beginn des motorisierten Verkehrs auf den Havelgewässern wurde es dringend nötig, die Brücke durch eine höhere und feste Brücke zu ersetzen. Für die Jahre 1902–1904 wurde ein durchschnittliches monatliches Verkehrsaufkommen von 11.400 Fuhrwerken und Autos auf der Chaussee angegeben. Trotz Protesten wurde nun die Backsteinbrücke abgerissen und 1906 mit dem Neubau einer Straßenbrücke begonnen. Es handelt sich um eine Stahlträgerkonstruktion mit einem Fachwerk als aufgelöste Tragwerksstruktur.

### Meilensteine

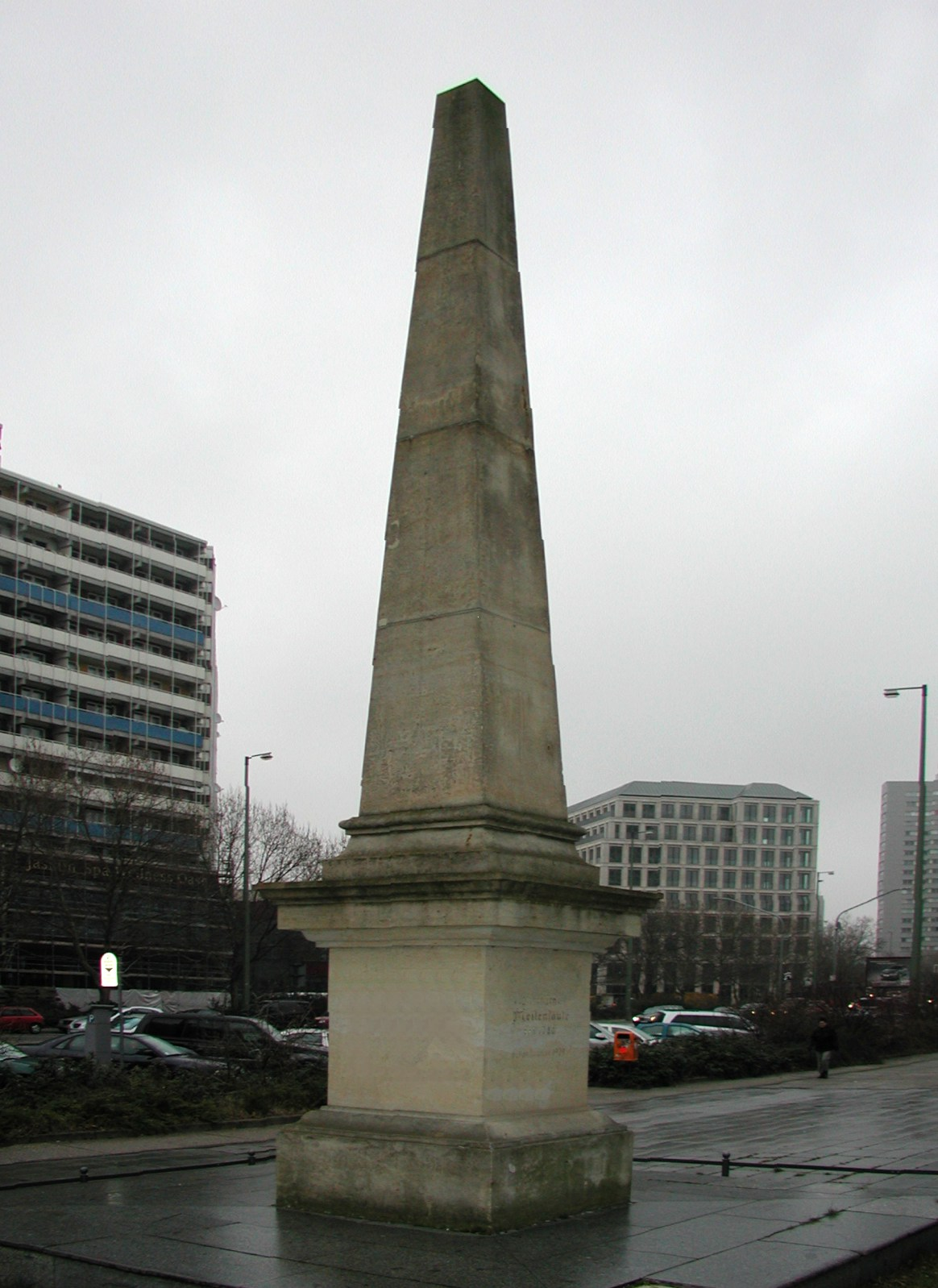
Rekonstruierter Meilenobelisk in der Leipziger Straße am ehemaligen Dönhoffplatz

Auf dem Straßenzug wurden die Preußischen Meilen (zu 7,532484 km), vom Dönhoffplatz in Berlin aus berechnet, nach 1816 durch Meilensteine markiert, deren Aussehen wir nicht kennen. Auf dem Situationsplan von 1829 ist ein Stein als hoher Obelisk, ein anderer als Säule mit einschwingendem Kegeldach fassbar. „I Meile von Berlin“ befand sich am Südende des Dorfes Schöneberg, „II Meilen von Berlin“ befand sich in Zehlendorf, „III Meilen von Berlin“ stand am Abzweig der Dorfstraße von Stolpe an der Chaussee. Vier Meilen, also rund 30 Kilometer von Berlin lag das Potsdamer Zentrum, wo sich aber kein entsprechender Meilenstein befand. Die Meilensäule an der Langen Brücke hatte keinen Bezug zum Bau der Berlin-Potsdamer Chaussee.

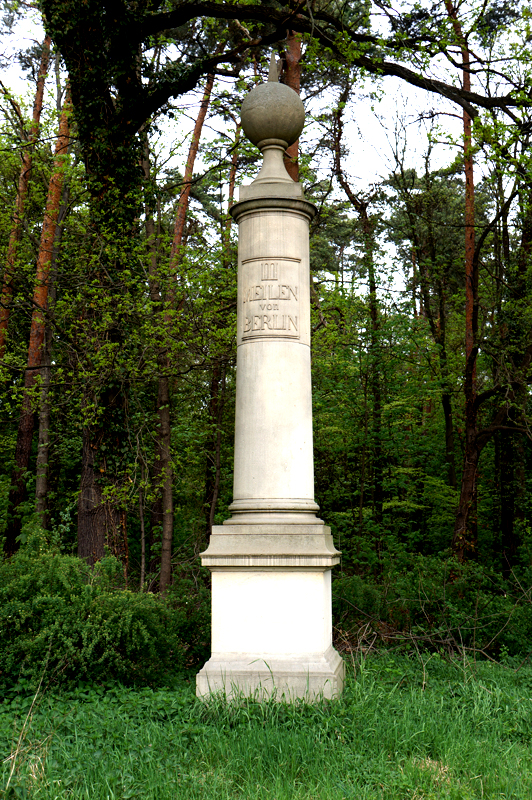
III-Meilen-Säule gegenüber dem Rathaus Wannsee

Die heute bestehenden Meilensteine werden aufgrund eines historischen Datierungsfehlers meist als Ende des 18. Jahrhunderts entstanden angegeben. Sie sind aber tatsächlich erst 1846 von König Friedrich Wilhelm IV. in Auftrag gegeben worden. Sie folgten einer Meilensäule, die kurz zuvor am Schloss Charlottenburg errichtet wurde (heute gegenüber am Marstall aufgestellt). Dieser Typus war in seiner Form von antiken Säulen an der römischen Via Appia inspiriert und dürfte mit seiner geometrischen Grundform (Würfel, Säule, Kugel und Pyramidenspitze) dem architektonischen Geschmack der ersten Hälfte des 19. Jahrhunderts entsprochen haben.
Im Gegensatz zur Charlottenburger Säule waren die drei Säulen der Berlin-Potsdamer Chaussee aus Kostengründen aus „gebranntem Chausseeschlick“, also minderwertiger Terrakotta gefertigt. Außerdem bestand die bekrönende Kugel nicht aus Metall, sondern war nur „Broncegrün“ gestrichen. Die Kugeln besaßen ursprünglich ein Band mit römischen Ziffern, da sie mit dem bekrönenden Obelisken als Sonnenuhr dienten.
Die Schöneberger Meilensäule wurde 1898 ersatzlos beseitigt. Die beiden anderen blieben an ihrem Standort, bis ab 1935 der Ausbau der Reichsstraße ihre Versetzung forderte. Das billige Baumaterial aber führte beim Versuch des Abbaus zum Zerfall der Säulen. So wurden Kopien aus Sandstein erstellt und an etwas entfernten Standorten aufgestellt. Die II-Meilen-Säule steht heute südwestlich der Ortsmitte auf dem Mittelstreifen der Chaussee, die III-Meilen-Säule steht heute am Waldrand gegenüber dem Rathaus Wannsee. 1980 fertigte man zur Vervollständigung des Ensembles eine Kopie der I-Meile-Säule und stellte sie am Innsbrucker Platz auf.

### Chausseehäuser und Wegezölle
Ab 1796 wurde Wegegeld auf der gesamten Chaussee erhoben zur Unterhaltung des Straßenbauwerks. Zunächst wurde dieser Wegezoll an Schlagbäumen kassiert. Ob die Einnehmer dabei gegen Witterung durch einen Unterstand gesichert waren, ist unbekannt, Chausseeeinnehmerhäuser gab zu Anfang nicht. Erst Anfang des 19. Jahrhunderts wurden zu diesem Zwecke neue Chaussee-Einnehmer-Häuser direkt am Straßenrand gebaut, vor denen die Chaussee mittels Schlagbaum gesperrt wurde. Grundsätzlich ist zu unterscheiden zwischen den Einnehmer- und den Wärterhäusern. Letztere mussten in regelmäßigem Abstand von 1000 Ruthen (= 1⁄2 Meile) zueinander liegen, damit die Wärter ihren Abschnitt auf kürzestem Weg warten konnten. Die Einnehmerhäuser konnten unabhängig von festen Entfernungen positioniert werden.
Von 1802 ist nur überliefert, dass von den 14 Wärtern der Chaussee zehn in den Dörfern wohnten und somit für die übrigen vier zwei Häuser für je zwei Familien gebaut werden mussten. Genauer ist man erst durch einen Situationsplan der Chaussee unterrichtet, der 1829 gezeichnet wurde und Ergänzungen von 1834 enthält. Der Plan ist stationiert, beginnt mit Station 4 am Schafgraben und endet mit Station 128 an der Glienicker Brücke.
Laut Plan befand sich das erste Chausseeeinnehmerhaus an der Nordwestecke der Kreuzung Potsdamer Straße/Lützowstraße (also der Einmündung der Straße der Nachbarstadt Charlottenburg). Am Ortsausgang von Schöneberg befand sich ein Wärterhaus. Das zweite Einnehmerhaus befand sich neben der Schmiede im Ortskern von Steglitz, etwa auf Höhe des heutigen Hermann-Ehlers-Platzes. Das dritte Einnehmerhaus befand sich in Zehlendorf an der Nordostecke der großen Kreuzung, ein Wärterhaus etwa einen Kilometer westlich in Neu-Zehlendorf. Das vierte Einnehmerhaus lag an der Wannseebrücke schräg gegenüber „Stimmings Krug“ und das sechste vor der Glienicker Brücke an der Stelle der heutigen Rotunde des Glienicker Parks. Zwischen den beiden letzten lag an der Ecke zur heutigen Friedenstraße ein Wärterhaus. Um 1845 wurde ein weiteres Einnehmerhaus für die Pfaueninselchaussee errichtet.
Das Aussehen der frühesten Chausseehäuser ist nicht bekannt. In der ersten Hälfte des 19. Jahrhunderts wurden die Chausseehäuser als dreiteilige Typenbauten errichtet, dabei war der Mittelteil zweigeschossig. Der Typenentwurf entstand unter Mitarbeit von Karl Friedrich Schinkel. Der Stich von Willmore nach Schinkels Zeichnung ist als Titelblatt des Buchs Anweisungen zu Bau und zur Unterhaltung der Kunststraßen, Berlin 1834, weithin bekannt geworden.
Das architektonisch auffälligste Chausseehaus war jenes am Abzweig der Pfaueninselchaussee von der Königstraße, das erst auf Veranlassung Friedrich Wilhelms IV. in den 1840er Jahren errichtet wurde. Es besaß an der Straßenecke einen zweigeschossigen achteckigen Turm unter Zeltdach, der die Architekturform des „Turms der Winde“ in Athen zitierte, einem durch Stichvorlagen allgemein bekannten griechischen Horologium.
Zum 1. Januar 1875 erfolgte die Aufhebung der Chausseegeldpflicht. Die Wärter- und Einnehmerhäuser verloren damit ihre Bestimmung. Einige wurde umgenutzt, so wurde das Haus an der Friedrich-Wilhelm-Brücke zur Villa Ulrici, andere abgerissen. Heute ist keines mehr erhalten.
 Reglement 
Es war genau festgelegt worden, wofür welche Gebühr zu entrichten war:
| No XLII Tarif, nach welchem auf der Chaussee von Potsdam bis Berlin die Chausseegelder erhoben werden sollten. De Dato Berlin, den 3. May 1792 I. Wer Chaussee=Geld bezahlet, und wofür 1) Ein mit Kaufmannswaren und Meßgütern, Mühlen= oder anderer ähnlichen Steinen beladener Pferdekarren, Frachtwagen und Schlitten, bezahlet von jedem Pferde auf die Meile 1 Gr[oschen] 2) Extraposten mit Passagiers für jedes Pferd 9 Pf[ennig] 3) Miethskutschen u. Wagen oder Schlitten mit Jahrmarktsgütern oder anderen rohen Produkten, für das Pferd 6 Pf NB Bauholz zu fahren, dergestalt dass das eine Ende auf der Chaussee nachschleppt, ist gänzlich verboten. 4) Ledige hin- und hergehende Wagen für das Pferd 3 Pf 5) Reutpferde mit dem Reuter 3 Pf 6) Ledige Pferde, Ochsen und Kühe, das Stück 1 Pf 7) Fohlen, Kälber, Schaafe und Schweine, das Stück 1 Pf 8) Wenn Heerden, Schaafe und Schweine getrieben werden, für 10 Stück 6 Pf II. Wer vom Chaussee=Gelde befreiet ist 1) Alle Königliche und Prinzliche Wagen, Güter und Sachen NB In Rücksicht der Güter anderer deutscher Reichsfürsten müssen die wechselseitigen Verträge und Observanzen beobachtet werden 2) Alle mit Vorspann Reisenden 3) Die Regimenter und Commandos in Krieges= u. Friedenszeiten, nebst den dazu gehörigen Fuhrwerke, desgleichen im Kriege alle Lieferungs=Wagen, sowohl zu der Armee, als den Vestungen 4) Alle Feuerlöschungs= und Hülfs=Ausführenden 5) Die ordinairen Posten 6) Alle ledige zurückgehende ordinaire und Extra=Postpferde 7) Alle Withschafts=Fuhren des Guts oder der Gemeinde auf deren Feldmark das Chausseegeld erhoben wird, so lange sie nicht in der Länge der Chaussee von ihrer Feldmark heruntergehen und den vergleichenen oder festzusetzenden naturellen Beytrag zur Unterhaltung der Chaussee leisten NB Von Lohnfuhren müssen die Gutsherrschaften mit Unterthanen das gewöhnliche Chausseegeld bezahlen […] |

Des Weiteren waren im Reglement die hohen Strafen aufgelistet, die für Umfahrungen der Posten und Beschädigungen an den Chausseeanlagen angedroht wurden.

### Weitere Einrichtungen

#### Umspannstation
Zehlendorf lag auf halber Wegstrecke zwischen Berlin und Potsdam. Hier wurden die Pferde gewechselt, weshalb dem Erbbraukrug der Pasewaldts an der südöstlichen Ecke Dorf-/Berliner Straße und dem Lehnschulzenhof größte Bedeutung zukam. Bauinspektor Rietz, der die Aufsicht über den Chausseebau führte, erkannte dies und erwarb den Lehnschulzenhof 1793, womit er sich mittelbar Einkünfte aus dem Chausseeverkehr sicherte.

#### Stimmings Krug
Durch die Verlegung der Straße nach Potsdam verlor der Stimming’sche Krug in Stolpe seine Existenzgrundlage. Seine Entschädigung, bzw. Verlegung bedeutete große Zusatzkosten. Mit dem Bau der Brücke Ende 1791–1793 wurde auch der Krug direkt hinter der Brücke neu erbaut. Für 3700 Taler wurden ein Kruggebäude, ein Großstall (für Pferde der Gäste und Vorspannpferde), ein Kleinstall, ein Backofen, ein Brunnen und eine Einfriedung gebaut.
Unabhängig von der Gastwirtschaft hatte der Krug größte Bedeutung für die Chausseebenutzung, da man hier die Vorspannpferde erhielt, ohne die man die Steigung des Schäferbergs nicht bewältigen konnte. Stimmings Krug war ein erfolgreiches Unternehmen, sodass hier weitere Baulichkeiten entstanden. Diese winzige Ortslage erhielt den Namen Friedrichswilhelmbrück.

#### „Mutter Mochow“
Ein guter Geist der Chaussee wurde Anna Mochow, deren volkstümlicher Name „Mutter Mochow“ sich mittlerweile als Straßenname wiederfindet und genaugenommen zwei Namensträgerinnen und einem Gaststättennamen gewidmet ist. In der Ende des 18. Jahrhunderts angelegten Kolonie Neu-Zehlendorf hatte sich Ende des 19. Jahrhunderts eine Gastwirtschaft namens „Neu Zehlendorf“ entwickelt.
Gastwirt Albert Mochow starb 1881 und seine Witwe Anna führte die Gastwirtschaft fort. Sie war wirtschaftlich erfolgreich, sodass anstelle des alten Kolonistenhauses 1897 ein Neubau errichtet werden konnte, der sich an der Potsdamer Chaussee in gelber Farbfassung trotz jahrzehntelanger Abrissplanungen erhalten hat. Stand er doch seit Ausbau der Reichsstraße 1 planerisch zu nah an der Chaussee. Mittlerweile ist er denkmalgeschützt.
Diese Gastwirtschaft hatte sich auf den Transportverkehr spezialisiert, setzte entsprechend auf preiswerte Massenverköstigung. Der Name wurde in „Mutter Mochow“ geändert. Nach dem Tod von Mutter Mochow im Jahr 1927 übernahmen ihr Sohn und ihre Schwiegertochter (Anna Mochow) die Gastwirtschaft. Ihre später legendären Erbsensuppen erfreuten nun fast ausschließlich motorisierte Fernfahrer. Durch den Ausbau der Chaussee verlor die Gastwirtschaft große Teile des Grundstücks und wurde 1940 geschlossen.

## Ausbau der Straße im 19. und 20. Jahrhundert

### Ausbau der Trasse
Das Pionierbauwerk der Berlin-Potsdamer Chaussee verlor schon bald sein Prädikat der schnellsten Verbindung zwischen den Residenzstädten, denn bereits 1838 eröffnete die Berlin-Potsdamer Eisenbahn, auf der die Strecke in nur 42 Minuten bewältigt werden konnte.
Ab 1824 entwickelte sich der „Park des Prinzen Carl von Preußen“, der heutige Glienicker Park an der Berlin-Potsdamer Chaussee, die zwischen Glienicker Brücke und Nikolskoer Weg seit 1859 beidseitig vom Parkgelände flankiert wird. Hier existierte als Besonderheit keine Alleebepflanzung, vielmehr wirkte die elf Meter breite Straße wie ein Parkweg.

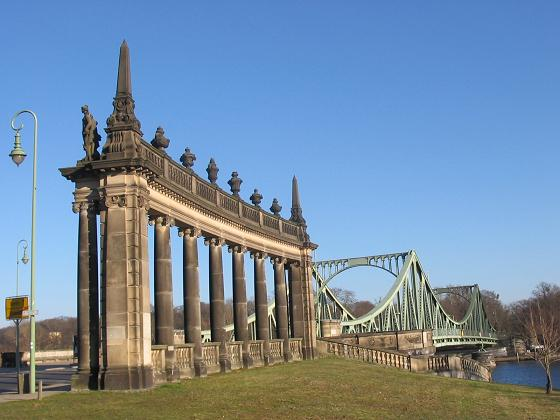
Blick von der Berliner Vorstadt in Potsdam auf die Glienicker Brücke

Friedrich Wilhelm IV. veranlasste anlässlich der Chaussee-Erneuerung im Jahr 1847 nicht nur die Aufstellung von Meilensäulen und den Neubau von Chausseehäusern, sondern auch erste Neupflanzungen. Doch blieb es der Zeit nach der Reichsgründung 1871 vorbehalten, die Strecke von Steglitz bis zum Nikolskoer Weg einheitlich mit Eichen zu säumen. Diese Bäume sind es, die noch heute den Straßenzug als herausragend charakterisieren.
Die heutige (vierte) Glienicker Brücke wurde unter dem Namen Kaiser-Wilhelm-Brücke, der sich jedoch nicht durchsetzte, am 16. November 1907 dem Verkehr übergeben.
In Potsdam reduzierte man die Pracht der Neuen Königstraße in der Berliner Vorstadt. Für die Anlage der elektrischen Straßenbahn war die Aufstellung von Oberleitungsmasten nötig. Dort mussten daher zwei der sechs Alleereihen entfernt werden.
Den größten Einschnitt in die Gestalt der Berlin-Potsdamer Chaussee bedeutete der Ausbau der Reichsstraße 1 ab 1935. Nach einem aufwendigen Enteignungsverfahren wurden zwischen Botanischem Garten und dem Waldhaus in Nikolassee alle angrenzenden Vorgärten für den Straßenbau umgewidmet. Die alte Chaussee blieb damit als Mittelstreifen erhalten, sodass nach Pflanzung seitlicher Eichenreihen die Reichsstraße vierreihig bepflanzt war.
Im Zuge des Baus des Reichsautobahnen wurden zwischen 1936 und 1939 diverse Abschnitte des Berliner Rings fertiggestellt. Der südliche Anschluss der AVUS über die heutige Bundesautobahn 115 bedingte an der Kreuzung mit der ab 1934 Reichsstraße 1 genannten Chaussee eine Trassenänderung für den Bau des Kreuzes Zehlendorf, des vermutlich ältesten Straßenkleeblatts überhaupt. Statt des Knicks, mit der bis dahin die Potsdamer Chaussee den 1874 gebauten Bahnhof Wannsee umfuhr, wurde südlich eine neue Trasse angelegt, die direkt auf die Friedrich-Wilhelm-Brücke (heute: Wannseebrücke) zielte. Dadurch blieb ein einziges Teilstück der alten Chaussee die heutige Dreilindenstraße erhalten. Sie besitzt noch die Alleepflanzung und die vergleichsweise breiten Grünstreifen markieren die ehemals hier befindlichen – heute natürlich verfüllten – Chausseegräben.
Die Königstraße im Ortsteil Wannsee dagegen ließ sich nicht so großzügig ausbauen. Hier verschwand die alte Alleebepflanzung und der Abschnitt zwischen Friedenstraße und Glienicker Brücke wurde besonders rigoros umgestaltet. Die knapp zwei Kilometer lange Strecke über den Schäferberg überwindet rund 40 Meter Höhenunterschied und ist im Berliner Volksmund als „Kilometerbergchaussee“ bekannt. Auf der langen Gefällestrecke Richtung Glienicker Brücke hatte es besonders im Winter zahlreiche und oft tödliche Autounfälle gegeben.

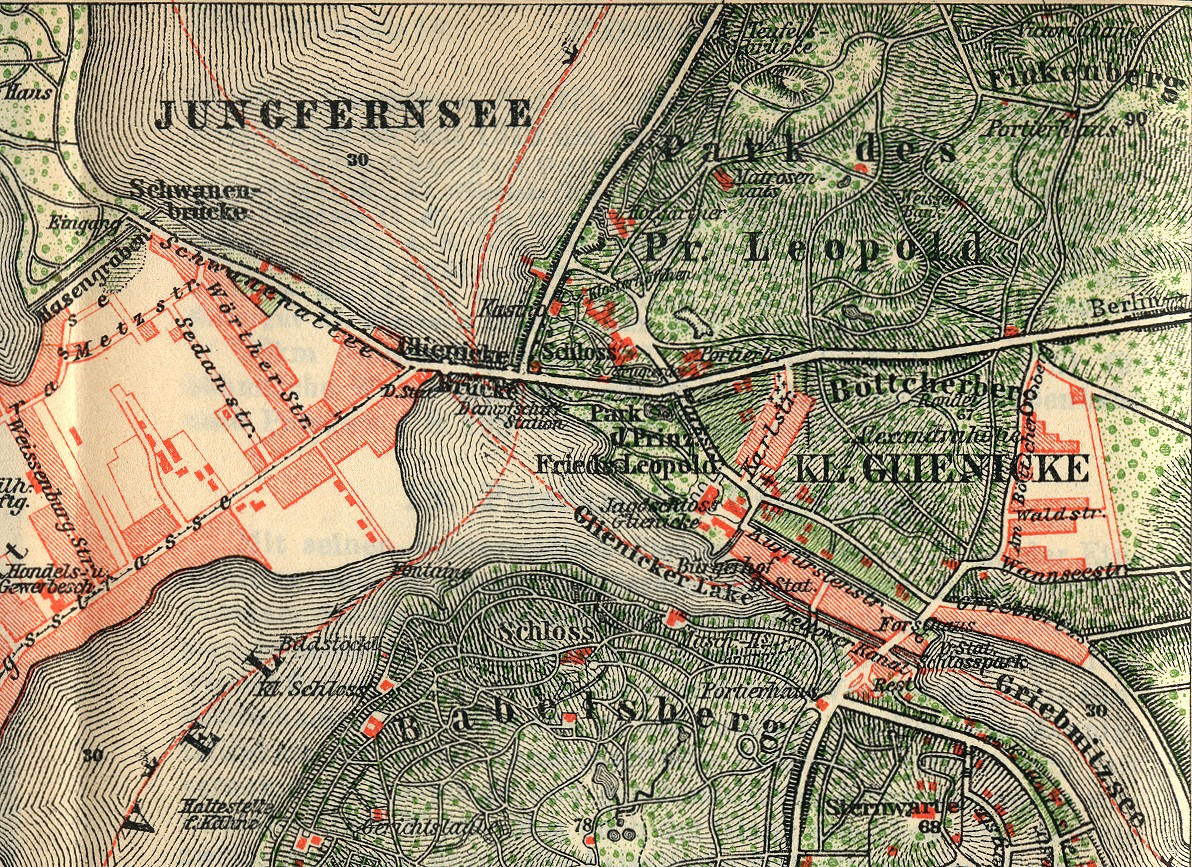
Baedeker-Karte von 1921: In der Mitte die Glienicker Brücke. Rechts davon unterhalb der Königstraße der Böttcherberg.

In diesem Bereich wurde die Straßentrasse südlich leicht verschwenkt in den Berg hineingegraben. Hierfür bediente man sich bereits als Zwangsarbeiter eingesetzter Häftlinge. Von der alten Chaussee blieb die nördliche Reihe der Eichenallee viele Meter oberhalb der neuen Straße erhalten. Heute erkennt man die Baumreihe im Wald nur mit dem entsprechenden Vorwissen.
Kurz vor dem Glienicker Park durchstach man den Hang des Böttcherbergs (67 m ü. NN) und verkippte den Abraum teils in die Parkanlagen. Von einer zunächst geplanten Begradigung der hier zweimal abknickenden Trasse wurde glücklicherweise Abstand genommen und so das Stibadium, die Löwenfontäne und die „Neugierde“ im Park von Schloss Glienicke bewahrt. Dennoch wurde auch hier auf Kosten des Parkgeländes die Trasse von 11 auf 29 Meter verbreitert.
Am anderen Ende der Berlin-Potsdamer Chaussee führte die Trasse zwischen Potsdamer Platz und Potsdamer Brücke bei Ende des Zweiten Weltkriegs bereits durch abgeräumtes Gebiet, das den unter der Leitung von Albert Speer, dem „Generalbauinspektor für die Reichshauptstadt“, im Rahmen der für die „Welthauptstadt Germania“ geplanten Neubauten als Baugrund dienen sollte. Für das in den 1960er Jahren geplante Kulturforum wurde die Straßenführung nördlich des Landwehrkanals Richtung Potsdamer Platz neu angelegt. Auf der alten Trasse entstand das Haus Potsdamer Straße der Berliner Staatsbibliothek und der Rest zur Berliner Mauer hin blieb als Brachfläche erhalten. Mit der Neubebauung des Potsdamer Platzes in den 1990er Jahren führt sie heute als Alte Potsdamer Straße zum Marlene-Dietrich-Platz.
Den wohl größten Schaden nahm die Chaussee beim Ausbau der Bundesstraße 1 im Verlauf der heutigen Straße Unter den Eichen in den Ortsteilen Lichterfelde und Dahlem. Zwischen Botanischem Garten und der Kreuzung Dahlemer Weg/Thielallee wurden nun nicht nur Vorgärten, sondern auch angrenzende Häuser beseitigt, sodass das Stadtbild gewissermaßen ins Kippen geraten ist. Die Realisierung einer entsprechenden Planung für die Berliner Straße im Ortsteil Zehlendorf konnte durch Bürgerproteste verhindert werden. Seither wurde der historische Bestand gesichert und gepflegt. Im Ortsteil Wannsee erfolgte im Jahr 1987 sogar ein Rückbau, wo innerhalb des Glienicker Parks die Königstraße wieder auf nahezu historische Breite reduziert wurde.

### Herausragende Bauten und Denkmäler im Zuge des Ausbaus
Trotz ihrer verkehrstechnischen und repräsentativen Bedeutung wurden an der Chaussee nur vereinzelt Monumentalbauten und Denkmäler errichtet. Nahe dem Potsdamer Tor entstand anlässlich des Neubaus von Viktoria- und Potsdamer Brücke 1897 auf den Podesten der letztgenannten das Ensemble von Wissenschaftler-Denkmälern für Siemens, Helmholtz, Gauß und Röntgen (im Zweiten Weltkrieg zerstört).
Erst an der Grenze zu Schöneberg wurden auf der Fläche des ehemaligen Botanischen Gartens im Jahr 1913 das Kammergerichtsgebäude und der Kleistpark angelegt und als Zugang von der Chaussee die zuvor nahe dem Alexanderplatz stehenden Königskolonnaden transloziert. In den 1930er Jahren entstand an der Ecke zur Grunewaldstraße die Reichsmilchstelle.

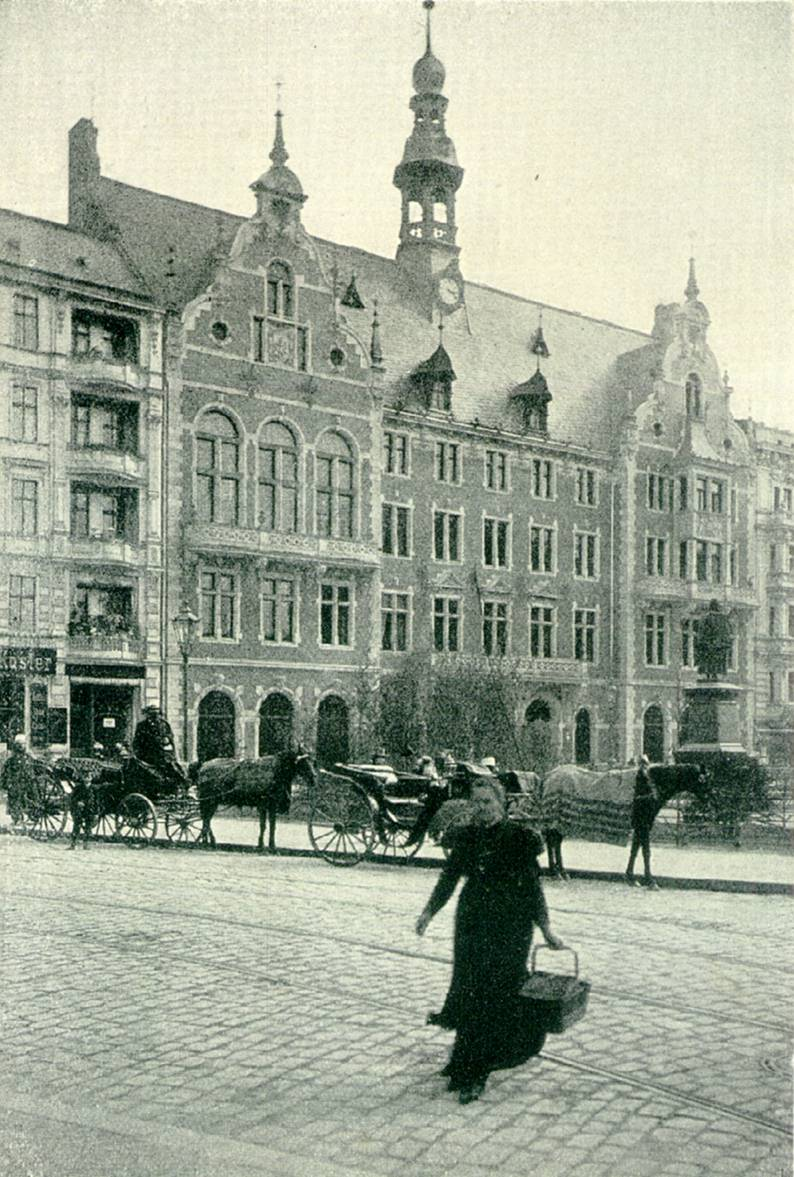
Das zweite Rathaus von Schöneberg am Kaiser-Wilhelm-Platz,
um 1895

Am Nordende des Dorfkerns des 1898 zur Stadt erhobenen Dorfes Schöneberg legte man den Kaiser-Wilhelm-Platz (heute Richard-von-Weizsäcker-Platz) an, schmückte ihn mit einem Kaiser-Wilhelm-Denkmal und ließ 1892 das erste Rathaus von 1874 durch einen repräsentativeren Neubau ersetzen. Den alten Schöneberger Dorfanger entlang der Schöneberger „Hauptstraße“ umgaben nun die gründerzeitlichen Villen der „Millionenbauern“.
Ein nächster Monumentalbau entstand erst ab 1913 und einige Kilometer entfernt mit dem im Jugendstil erbauten Rathaus Friedenau, das die Chaussee mit seinem hohen Turm als Landmarke auf einen weiten Abschnitt architektonisch prägt. Nahebei wurde am damaligen „Rondell“ 1879 die Kaisereiche anlässlich der Goldenen Hochzeit Kaiser Wilhelms I. und seiner Frau Augusta gepflanzt.

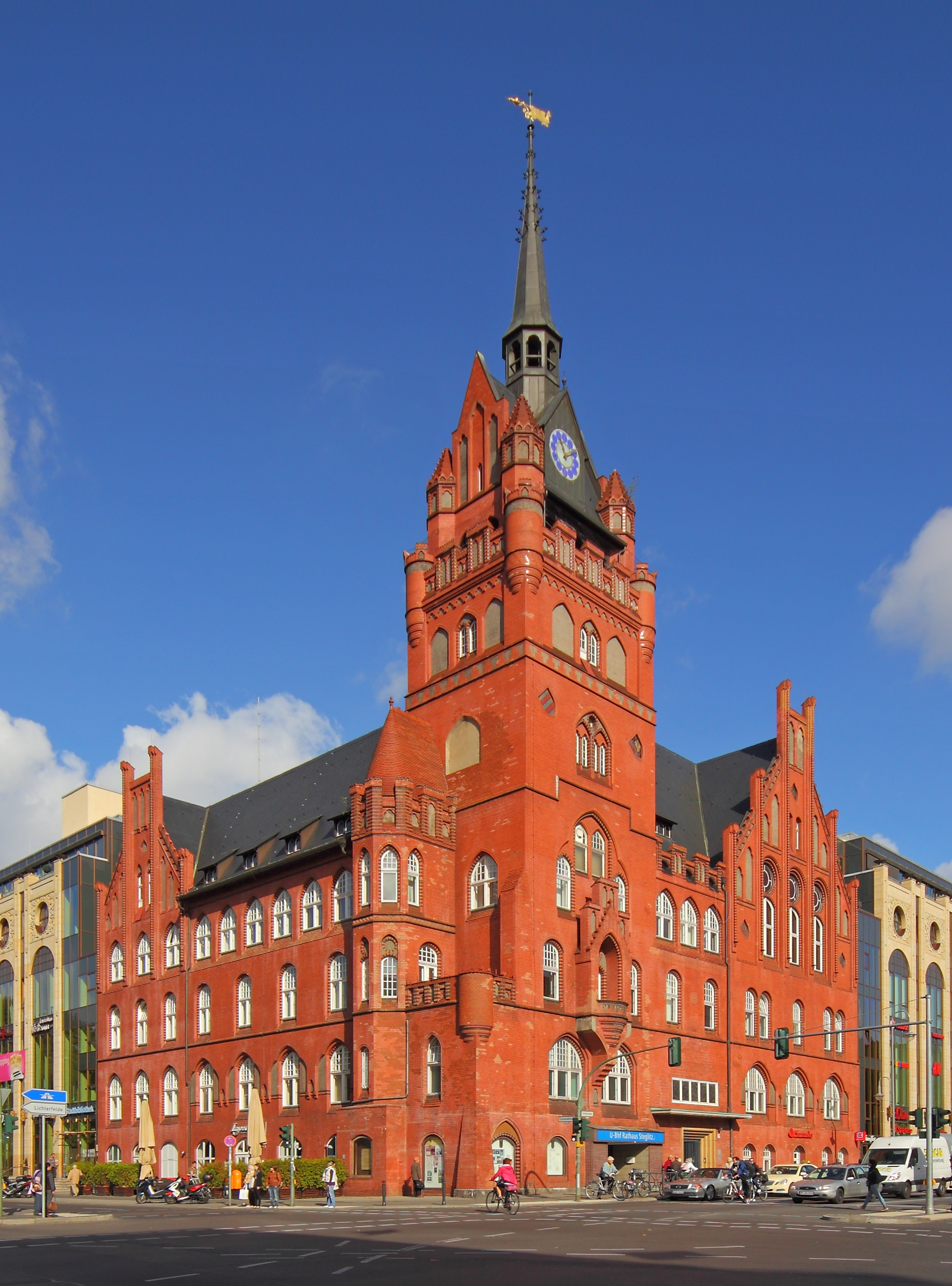
Das Rathaus Steglitz an der Schloßstraße

In der Dorfmitte von Steglitz entstand 1898 das Rathaus Steglitz, das mit seinen verspielten neugotischen Formen einen starken architektonischen Akzent setzte.
Erst in Zehlendorf entstand ein gewissermaßen „grünes“ Denkmal, in dem hier 1871 vor dem Schulhaus und der Dorfkirche die Friedenseiche gepflanzt wurde. Allerdings wurde der Turm der etwas vom Dorfkern abgerückten Paulus-Kirche in die Achse der heutigen Berliner Straße gestellt, für die er heute noch Blickpunkt ist.
Vor der Friedrich-Wilhelm-Brücke, an der Einmündung des Kronprinzessinnenwegs leistete sich die Gemeinde Wannsee zur Wende zum 20. Jahrhundert einen Denkmalsplatz: Ein von Beeten und Bänken gesäumter Rundplatz umschloss eine marmorne Teilwiederholung des Berliner Bismarck-Nationaldenkmals von Reinhold Begas. Der durch den Ausbau der Chaussee in den 1930er Jahren reduzierte Platz wurde nach dem Zweiten Weltkrieg beseitigt und das Denkmal im Zehlendorfer Bauhof eingelagert.
Ein weiterer Monumentalbau entstand an der Einmündung der Dorfstraße von Stolpe (die nach Anbindung an die Chaussee den tautologischen Namen Chausseestraße erhalten hatte). Hier errichtete die Landgemeinde Wannsee, die bis 1898 Stolpe hieß, 1901 ihr Rathaus mit stadtbildprägendem Rundturm.
Einen Sonderabschnitt besitzt die Chaussee zwischen Nikolskoer Weg und Glienicker Brücke, da sie hier beidseitig vom Glienicker Park gesäumt wird. Hier setzen die Parkbauten – wie Löwenfontäne, Neugierde, Wirtschaftshof sowie Rotunde und bis zum Abriss 1974 auf der südlichen Straßenseite die Restauration – architektonische Akzente.
An der Berliner Straße auf Potsdamer Seite liegen vier monumentale Bauten bzw. Baukomplexe, die man aber aufgrund der Alleepflanzung weniger dominant wahrnimmt: die Wasserbaudirektion Kurmark (1938–1940 von Werner March), die Gewerbeschule mit Kuppelturm (1906–1908 von Fritz Bräuning), die Kaserne der Garde du Corps (1891–1893 von Robert Klingelhöffer) sowie auf der östlichen Straßenseite der Kasernenkomplex der Leibgarde-Husaren (1839–1842 von Johann Georg Carl Hampel).

## Benennungen der einzelnen Abschnitte
(Kilometerangaben jeweils von Punkt zu Punkt, beginnend am Potsdamer Platz)
- Entsprechend dem Usus historischer Straßenbenennungen hieß der von Berlin aus Richtung Potsdam als bedeutendstem Ziel verlaufende Straßenzug im Bereich der Berliner Gemarkung Potsdamer Straße. Da 1866 das Berliner Stadtgebiet bis einschließlich des damaligen Botanischen Gartens (heute: Kleistpark) erweitert wurde, reicht auch der Straßenname bis zur Einmündung der Grunewaldstraße. (2,5 km)

- Im Bereich der Schöneberger Gemarkung besaß der Straßenzug drei Namen: innerhalb des Dorfkerns Dorfstraße, Richtung Berlin Botanische Gartenstraße und nach Südwesten Potsdamer Straße. Seit das Dorf Schöneberg Anfang des 19. Jahrhunderts durch den starken Ausflugsverkehr von Berlin einen großen Bevölkerungsaufschwung genommen hatte, fungierte der Straßenzug als Hauptdurchfahrtsstraße und erhielt 1881 amtlich auf der gesamten Länge den Namen Hauptstraße. (2,7 km)

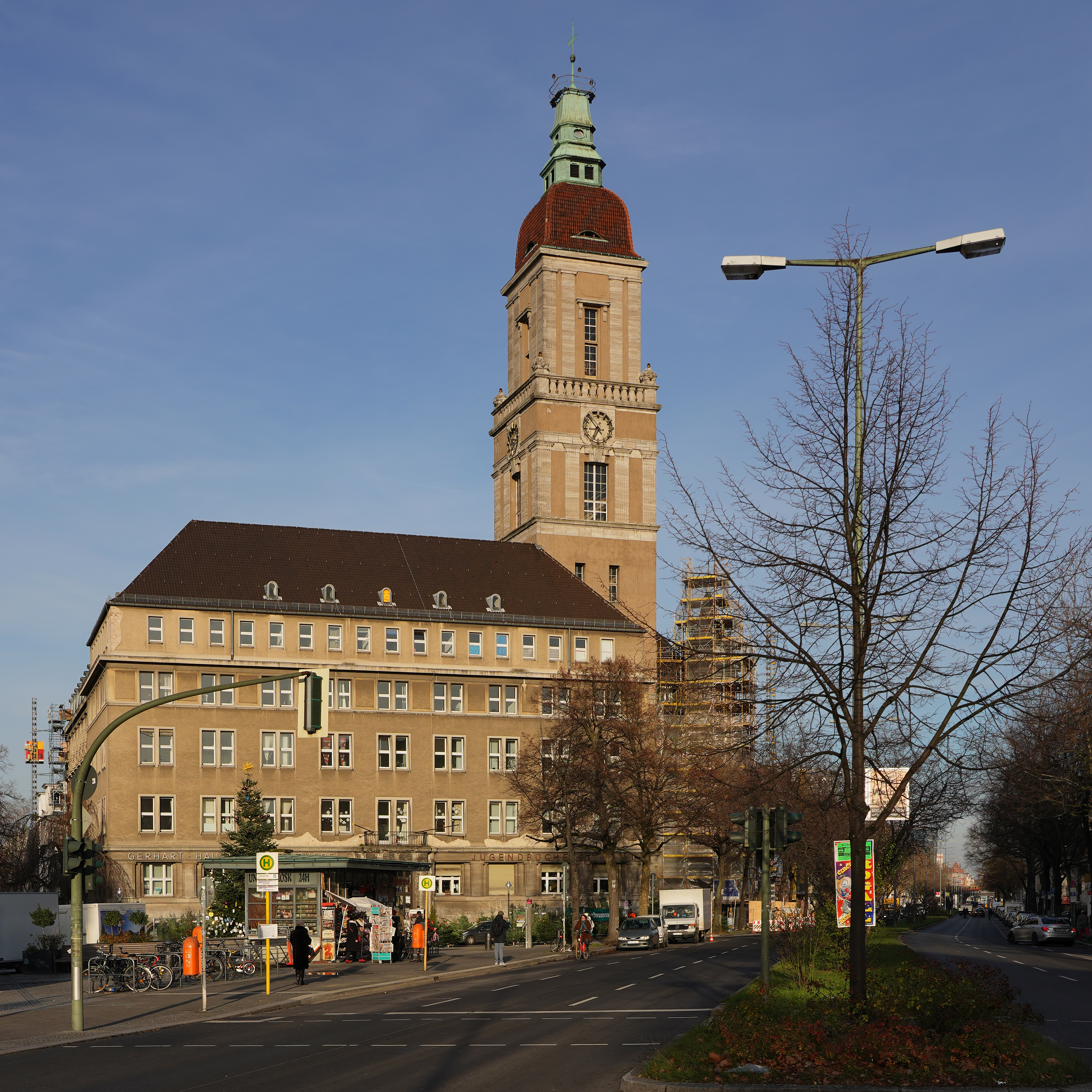
Das Rathaus Friedenau am Breslauer Platz

- Ab dem heutigen Breslauer Platz in Friedenau wechselt der Name zu Rheinstraße, 1875 sollte damit am sich entwickelnden Friedenau ein nationaler Ton angeschlagen werden. Zuvor besaß der noch nicht besiedelte Straßenzug den Notnamen Provinzialchaussee Berlin–Potsdam, der aber eigentlich für die gesamte Chaussee als amtliche Bezeichnung festgesetzt worden war. (1,1 km)
- Auch im Bereich der Gemarkung Steglitz trug die Chaussee den übergeordneten Namen bis zur Reichsgründung. Im April 1871 benannte die Gemeinde den Straßenzug in Schloßstraße um, nach dem anliegenden Gutshaus, das im Berliner Volksmund als „Wrangelschlößchen“ bekannt war. Der südliche Teil der heutigen Schloßstraße trug ursprünglich den Namen Lichterfelder Chaussee. (1,7 km)
- Nach Steglitz durchläuft die Chaussee den Nordrand der Gemarkung Lichterfelde mit der sich Ende des 19. Jahrhunderts rasch entwickelnden Villenkolonie Lichterfelde-West. Der Straßenzug trug zunächst ebenfalls den Namen Provinzialchaussee Berlin-Potsdam. Vom Prachtboulevard Unter den Linden inspiriert, erfolgte 1911 anlässlich der Neubepflanzung mit Eichen die Umbenennung in Unter den Eichen. (2,4 km)
- In Zehlendorf blieb der Straßenzug von Umbenennungen verschont. Hier wurde die Provinzialchaussee Richtung Berlin als Berliner Straße und Richtung Potsdam als Potsdamer Straße zunächst umgangssprachlich, dann amtlich benannt. (1,7 km) Die Berliner Straße ist heute der Abschnitt ab Thielallee/Dahlemer Weg, wo sich die Potsdamer Straße bis zur S-Bahn-Überführung anschließt.
- Südwestlich der Zehlendorfer Gemarkung lag Bauerschließungsland, das Prinz Friedrich Karl von Preußen sukzessive zur Grundstücksspekulation erworben hatte. Weite Teile dieses Landes waren zu seinem Rittergut „Düppel“ geschlagen worden. Entsprechend wurde hier der Name Provinzialchaussee Berlin-Potsdam zu Potsdamer Chaussee verkürzt, die diesen Namen heute von der S-Bahn-Überführung bis zum Bahnhof Wannsee trägt. (4,6 km)
- Im Bereich der Insel Wannsee (Stolpescher Werder/Glienickescher Werder) besaß die Chaussee seit Ende des 18. Jahrhunderts den Namen Königstraße. Dieser Name wurde beibehalten, als dort Ende des 19. Jahrhunderts die Villenkolonie Alsen entstand und gilt heute bis zur Glienicker Brücke. (5,8 km)
- Von der Glienicker Brücke verlief die alte Trasse nicht zum Zentrum Potsdams, sondern über die Chaussee nach der Schwanenbrücke (heute Schwanenallee) zur Schwanenbrücke über den Hasengraben und führte so in den Neuen Garten. Erst 1796 wurde der Weg in das Potsdamer Zentrum unter weitgehender Übernahme der alten Landschaftsallee aus der Zeit des Großen Kurfürsten angelegt. Diese neue Straßenverbindung durch die sich im Folgenden entwickelnde Berliner Vorstadt Potsdams erhielt anschließend den Namen Neue Königstraße. Innerhalb der Stadtmauer führte sie als Berliner Straße zum Stadtzentrum. Der gesamte Straßenzug von der Glienicker Brücke zum Potsdamer Zentrum wurde im Jahr 1949 zunächst in Stalinallee und im Jahr 1961 in Berliner Straße umbenannt. (2,9 km)